# Карен О'Коннор
Карен О'Коннор (англ. Karen O'Connor, 17 лютого 1958) — американська вершниця.
Срібна призерка Олімпійських Ігор 1996 року в командному триборстві, бронзова призерка 2000 року в командному триборстві, учасниця 2008, 2012 років.
Переможниця Панамериканських ігор 2007 (командне триборство), 2007 (індивідуальне триборство) років, срібна призерка 2003 року в індивідуальному триборстві.
Бронзова призерка Чемпіонату світу з кінного триборства 1998 року в командному триборстві.